# Starz
Starz es un canal de televisión por suscripción prémium estadounidense. Es el canal más importante de Starz, Inc., filial de Lionsgate, la cual también posee los canales Encore y MoviePlex. Las oficinas centrales se encuentran en el complejo Meridian International Business Center en Meridian, Colorado.

## Historia
Starz fue lanzado el 1 de febrero de 1994 para el sistema de cable Tele-Communications Inc. (TCI); la primera película en ser transmitida por este nuevo canal fue Scent of a Woman protagonizada por Al Pacino. Aunque al momento del lanzamiento la cobertura estaba limitada solo al sistema de cable TCI, para el año 2000 se habría expandido hasta estar presente en el 90% de los sistemas de cable en los Estados Unidos. El canal se enfocaba mÁs en mostrar películas de estreno, al contrario que su canal hermano Encore, el cual transmitía cintas de los años 60, 70 y 80. Además de contar con los derechos de las películas de Universal Pictures, también contaba con los de Carolco Pictures, New Line Cinema y su subdivisión Fine Line Features, Miramax, Touchstone Pictures y Hollywood Pictures.
En 1997, Starz perdió $150 millones en ganancias; como resultado, TCI anunció un acuerdo en el cual se transferiría el 80% de la propiedad de Starz a Liberty Media, conservando solo el 20% restante; la entidad corporativa recién formada se llamó Encore Media Group. Un año después, en 1998, Starz! incrementó sus suscriptores a 7,6 millones.
En 2003, Starz Encore Group eliminó más de 100 empleos de sus oficinas regionales cerrando también cuatro de ellas, esto como parte del plan de reestructuración de la compañía. En 2009, Liberty Media escindió a Starz y Encore en una nueva compañía: Liberty Starz.
A diferencia de HBO y Showtime, Starz no tiene canales premium internacionales o empresas de cable que distribuyan las marcas Starz o Encore.

## Canales
La división Starz Networks actualmente consta de 3 redes de cable premium y sus diversos canales multiplex ; 17 canales en conjunto.
MoviePlex
MoviePlex
IndiePlex
RetroPlex
Starz
Starz
Starz Cinema
Starz Comedy
Starz Edge
Starz in Black
Starz Kids & Family
Starz Encore
Starz Encore
Starz Encore Action
Starz Encore Black
Starz Encore Classic
Starz Encore Español
Starz Encore Family
Starz Encore Suspense
Starz Encore Westerns

## Eslóganes
- Only on Starz and No Other Movie Channel (1994–1995)
- Starz! - Big Movies and More (1995-1998)
- 100% Movies (1998–2000)
- #1 in New Hit Movies (2000–2005)
- An Influx Of Movies - Only on Starz (2005–2008)
- Are You Ready? (2008–2010)
- Only on Starz (2011-2013)
- Taking you places (2013-2016)
- Obssesable (2016-presente)